# 수파차이 파닛차팍
수파차이 파닛차팍(태국어: ศุภชัย พานิชภักดิ์, 1946년 5월 30일 ~ , 태국 방콕 출생)은 유엔무역개발회의(UNCTAD)의 사무총장이다. 2002년 9월 1일부터 2005년 9월 1일까지 세계무역기구의 사무총장을 역임하였다.

## 생애
1986년 수파차이 파닛차팍은 태국의 경제부 차관으로 임명되었다. 하지만 1988년 의회가 해산되었을 때, 정계를 떠나 태국 군은행장으로 취임하였다. 1992년에 정계로 복귀하여 1995년까지 부수상을 역임했으며, 무역 및 경제를 책임졌다. 1997년 11월의 아시아 경제 위기 당시, 다시 부수상과 재무부 장관을 역임했다.
1999년 9월 마이크 무어와 임기를 나누는 조건으로, 세계무역기구의 사무총장으로 선출되었다. 6년 임기의 후반을 갖는 조건이었으며, 2002년 9월 1일 사무총장의 직위에 올랐다.
세계무역기구에서의 임무가 끝난 이후인 2005년 9월에 유엔무역개발회의(UNCTAD)의 사무총장으로 선출되었다.

## 참고 자료
- 약력